# Llista de gratacels més alts d'Espanya

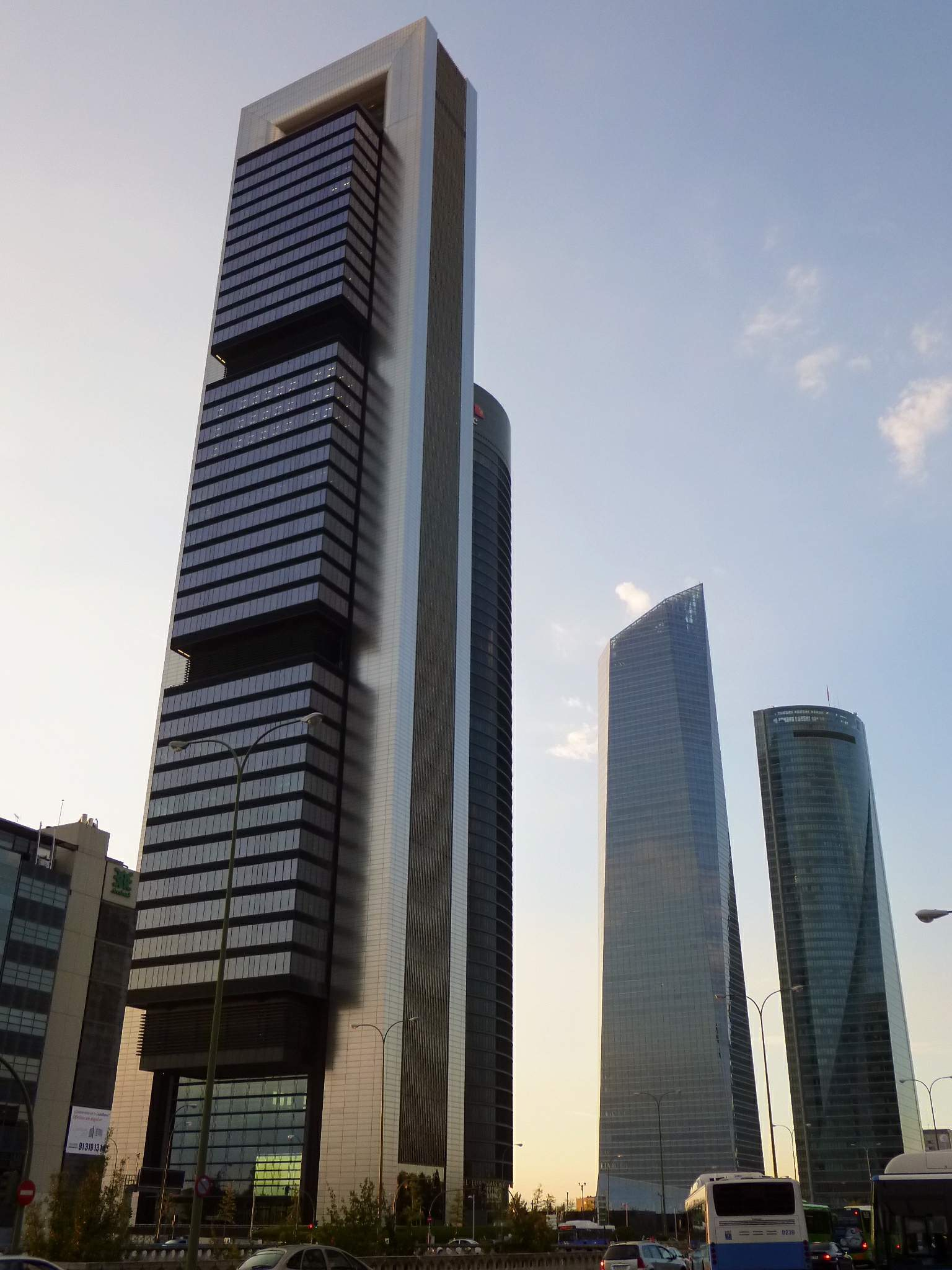
Les torres del CTBA conformen els quatre gratacels més alts d'Espanya.

Espanya no és un estat que es caracteritzi per la construcció de gratacels. No obstant això, dins d'Europa els seus gratacels són bastant destacables i algunes ciutats espanyoles han aconseguit tenir el seu propi perfil de torres. Els primers gratacels es van construir durant l'època dels 1950 i els 1970 en ciutats com Madrid i Barcelona. Tanmateix, l'exemple més significatiu d'aquesta època és la ciutat de Benidorm que va començar a experimentar un autèntic auge en la construcció d'edificis en altura, fins a convertir-se en una de les ciutats d'Europa amb el nombre de gratacels més elevat. Amb el pas del temps s'han anat construint noves edificacions fins a formar nous nuclis de gratacels, com la CTBA i AZCA a Madrid, el districte de Sant Martí a Barcelona i la plaça d'Europa a l'Hospitalet de Llobregat, i algunes construccions com la Torre Sevilla a la ciutat homònima o la Torre Iberdrola a Bilbao.

## Gratacels més alts
En aquesta llista s'hi troben els gratacels d'Espanya, amb una altura de 100 m o superior.
| Posició | Nom                                              | Imatge | Ciutat                     | Altura (m) | Plantes | Any  | Ús                            | Notes  |
| ------- | ------------------------------------------------ | ------ | -------------------------- | ---------- | ------- | ---- | ----------------------------- | ------ |
| 1       | Torre de Cristall                                |        | Madrid                     | 250        | 50      | 2008 | Oficines                      | [ 1 ]  |
| 2       | Torre Cepsa                                      |        | Madrid                     | 248        | 49      | 2008 | Oficines                      | [ 2 ]  |
| 3       | Torre PwC                                        |        | Madrid                     | 236        | 52      | 2008 | Oficines i hotel              | [ 3 ]  |
| 4       | Torre Espai                                      |        | Madrid                     | 224        | 57      | 2007 | Oficines                      | [ 4 ]  |
| 5       | Intempo                                          |        | Benidorm                   | 192        | 47      | 2016 | Residencial                   |        |
| 6       | Gran Hotel Bali                                  |        | Benidorm                   | 186        | 52      | 2002 | Hotel                         | [ 5 ]  |
| 7       | Torre Sevilla                                    |        | Sevilla                    | 180,5      | 40      | 2015 | Oficines                      |        |
| 8       | Torre Iberdrola                                  |        | Bilbao                     | 165        | 41      | 2011 | Oficines                      | [ 6 ]  |
| 9       | Torre Lúgano                                     |        | Benidorm                   | 158        | 43      | 2008 | Residencial                   | [ 7 ]  |
| 10      | Torre Picasso                                    |        | Madrid                     | 156,4      | 43      | 1989 | Oficines                      | [ 8 ]  |
| 11      | Hotel Arts                                       |        | Barcelona                  | 154        | 44      | 1992 | Hotel                         | [ 9 ]  |
| -       | Torre Mapfre                                     |        | Barcelona                  | 154        | 40      | 1992 | Oficines                      | [ 10 ] |
| 13      | Neguri Gane                                      |        | Benidorm                   | 148        | 43      | 2002 | Residencial                   | [ 11 ] |
| 14      | Torre Agbar                                      |        | Barcelona                  | 144,4      | 33      | 2004 | Oficines                      | [ 12 ] |
| 15      | Torre de Madrid                                  |        | Madrid                     | 142        | 34      | 1957 | Oficines i residencial        | [ 13 ] |
| 16      | Edifici Kronos                                   |        | Benidorm                   | 140        | 41      | 2008 | Residencial                   | [ 14 ] |
| 17      | Edifici Don Jorge                                |        | Benidorm                   | 124        | 36      | 2008 | Residencial                   | [ 15 ] |
| 18      | Mirador del Mediterráneo                         |        | Benidorm                   | 123        | 32      | 2006 | Residencial                   | [ 16 ] |
| 19      | Torre de Santa Cruz II                           |        | Santa Creu de Tenerife     | 120        | 35      | 2006 | Residencial, hotel i Oficines | [ 17 ] |
| -       | Torre de Santa Cruz I                            |        | Santa Creu de Tenerife     | 120        | 35      | 2004 | Residencial i Oficines        | [ 18 ] |
| -       | Torre Llevant                                    |        | Benidorm                   | 120        | 35      | 1985 | Residencial                   | [ 19 ] |
| -       | Torre Europa                                     |        | Madrid                     | 120        | 32      | 1985 | Oficines                      | [ 20 ] |
| 20      | Torre Costa Rica                                 |        | La Corunya                 | 119        | 31      | 1975 | Oficines i Residencial        | [ 21 ] |
| 21      | Estudiotel Alacant                               |        | Alacant                    | 117        | 35      | 1962 | Hotel                         | [ 22 ] |
| -       | Meliá Valencia                                   |        | València                   | 117        | 35      | 2006 | Hotel                         | [ 23 ] |
| -       | Edifici Espanya                                  |        | Madrid                     | 117        | 25      | 1952 | Hotel i Oficines              | [ 24 ] |
| -       | Costa Blanca I                                   |        | Benidorm                   | 116        | 36      | 1993 | Residencial                   | [ 25 ] |
| -       | Torres de Colón                                  |        | Madrid                     | 116        | 23      | 1976 | Oficines                      | [ 26 ] |
| 22      | Habitat Sky                                      |        | Barcelona                  | 115,2      | 31      | 2008 | Hotel                         | [ 27 ] |
| 23      | Torre de Francia                                 |        | València                   | 115        | 35      | 2002 | Residencial                   | [ 28 ] |
| -       | Miragolf Playa 2                                 |        | Benidorm                   | 115        | 33      | 2005 | Residencial                   | [ 29 ] |
| 24      | Gemelos 26 Torre 1                               |        | Benidorm                   | 114        | 33      | 2009 | Residencial                   | [ 30 ] |
| -       | Gemelos 26 Torre 2                               |        | Benidorm                   | 114        | 33      | 2009 | Residencial                   | [ 31 ] |
| -       | Torres d'Oboe I                                  |        | Benidorm                   | 114        | 31      | 2009 | Residencial                   | [ 32 ] |
| -       | Torres d'Oboe II                                 |        | Benidorm                   | 114        | 31      | 2009 | Residencial                   | [ 32 ] |
| 25      | Puerta de Europa I                               |        | Madrid                     | 113,8      | 26      | 1996 | Oficines                      | [ 33 ] |
| -       | Puerta de Europa II                              |        | Madrid                     | 113,8      | 26      | 1996 | Oficines                      | [ 34 ] |
| 26      | Hotel Porta Fira                                 |        | L'Hospitalet de Llobregat  | 112,7      | 26      | 2010 | Hotel                         | [ 35 ] |
| -       | Sol de Poniente 2                                |        | Benidorm                   | 112        | 33      | 2005 | Residencial                   | [ 36 ] |
| 27      | Torre Realia BCN                                 |        | L'Hospitalet de Llobregat  | 111,5      | 24      | 2009 | Oficines                      | [ 37 ] |
| -       | Edifici Vistamar                                 |        | Alacant                    | 111        | 39      | 1963 | Residencial                   | [ 38 ] |
| 28      | Beni Beach                                       |        | Beniidorm                  | 110        | 35      | 1996 | Residencial                   | [ 39 ] |
| -       | Edifici Colom                                    |        | Barcelona                  | 110        | 28      | 1970 | Oficines                      | [ 40 ] |
| -       | Diagonal Zero Zero                               |        | Barcelona                  | 110        | 25      | 2011 | Oficines                      | [ 41 ] |
| -       | Hotel Barcelona Princess                         |        | Barcelona                  | 109,2      | 26      | 2004 | Hotel                         | [ 42 ] |
| 29      | Castellana 81                                    |        | Madrid                     | 109        | 31      | 1981 | Oficines                      | [ 43 ] |
| -       | Torre Puig                                       |        | Hospitalet de Llobregat    | 109        | 22      | 2014 | Oficines                      | [ 44 ] |
| 30      | Torre de la Rosaleda                             |        | Ponferrada                 | 107        | 30      | 2009 | [ 45 ]                        |        |
| 31      | Playa Azul                                       |        | Benidorm                   | 105        | 34      | 2002 | Residencial                   | [ 46 ] |
| -       | Miragolf Playa 1                                 |        | Benidorm                   | 105        | 33      | 2005 | Residencial                   | [ 47 ] |
| -       | Torre Pinar                                      |        | Benidorm                   | 105        | 30      | 2004 | Residencial                   | [ 48 ] |
| -       | Hesperia Tower                                   |        | L'Hospitalet de Llobregat  | 105        | 28      | 2006 | Hotel                         | [ 49 ] |
| -       | Hotel Renaissance Barcelona Fira                 |        | L'Hospitalet de Llobregat  | 105        | 26      | 2012 | Hotel                         | [ 50 ] |
| -       | Torre Yaiza 1                                    |        | Las Palmas de Gran Canaria | 105        | 25      |      |                               |        |
| 32      | Torre Laguna                                     |        | El Ejido                   | 104        | 30      | 2011 | Residencial i oficines        | [ 51 ] |
| -       | Residencial Islamar 2                            |        | Benidorm                   | 104        | 28      | 2010 | Residencial                   | [ 52 ] |
| -       | Residencial Islamar 3                            |        | Benidorm                   | 104        | 28      | 2010 | Residencial                   | [ 53 ] |
| -       | Torre Werfen                                     |        | L'Hospitalet de Llobregat  | 103,9      | 25      | 2009 | Oficines                      | [ 54 ] |
| 33      | Diagonal Mar i Cel                               |        | Barcelona                  | 103,9      | 27      | 2010 | Residencial                   | [ 55 ] |
| -       | Torre Inbisa                                     |        | L'Hospitalet de Llobregat  | 103,9      | 25      | 2008 | Oficines                      | [ 56 ] |
| 34      | Torre Titania                                    |        | Madrid                     | 103,7      | 23      | 2011 | Mixt                          | [ 57 ] |
| 35      | Las Terrazas de Benidorm 1                       |        | Benidorm                   | 101        | 30      | 2005 | Residencial                   | [ 58 ] |
| -       | Las Terrazas de Benidorm 2                       |        | Benidorm                   | 101        | 30      | 2005 | Residencial                   | [ 59 ] |
| 36      | Torres de Hércules                               |        | Los Barrios                | 100,6      | 21      | 2009 | Oficines                      | [ 60 ] |
| 37      | Torre Doscalas                                   |        | Benidorm                   | 100,4      | 32      | 2004 | Residencial                   | [ 61 ] |
| 38      | Gemelos 22 Torre 1                               |        | Benidorm                   | 100,2      | 32      | 2003 | Residencial                   | [ 62 ] |
| -       | Gemelos 22 Torre 2                               |        | Benidorm                   | 100,2      | 32      | 2003 | Residencial                   | [ 63 ] |
| 39      | Sede del Ministerio de Economía i Competitividad |        | Madrid                     | 100        | 25      | 1979 | Oficines                      | [ 64 ] |

## Cronologia dels edificis més alts
| Nom               | Ciutat   | Anys com el més alt | Metres  | Pisos |
| ----------------- | -------- | ------------------- | ------- | ----- |
| Torre de Cristall | Madrid   | 2009-actualitat     | 249 m   | 52    |
| Torre Cepsa       | Madrid   | 2009                | 248,3 m | 45    |
| Torre PwC         | Madrid   | 2008-2009           | 236 m   | 58    |
| Torre Espacio     | Madrid   | 2007-2008           | 230 m   | 57    |
| Gran Hotel Bali   | Benidorm | 2002-2007           | 186 m   | 52    |
| Torre Picasso     | Madrid   | 1988-2002           | 157 m   | 43    |
| Torre Madrid      | Madrid   | 1960-1988           | 142 m   | 37    |
| Edifici Espanya   | Madrid   | 1953-1960           | 117 m   | 26    |

## Gratacel en construcció o en projecte
| Nom                | Ciutat     | Metres | Pisos | Comunitat           | Estat                                            | Any de finalització |
| ------------------ | ---------- | ------ | ----- | ------------------- | ------------------------------------------------ | ------------------- |
| Caleido            | Madrid     | 181 m  | 34    | Comunitat de Madrid | En construcció                                   | 2019                |
| Torre Someso II    | La Corunya | 120 m  | 32    | Galícia             | En projecte                                      | -                   |
| Torre La Sagrera   | Barcelona  | 145 m  | 34    | Catalunya           | En projecte                                      | -                   |
| Columbia 30        | València   | 114 m  | 30    | País Valencià       | En construcció                                   | -                   |
| Torre BBK          | Bilbao     | 104 m  | 22    | País Basc           | Parada-A l'espera que s'acabi el canal de Deusto | -                   |
| Torre Garellano IV | Bilbao     | 103 m  | 32    | País Basc           | En construcció                                   | -                   |
| Torre Parc Ademús  | Burjassot  | 100 m  | 30    | País Valencià       | En construcció                                   | -                   |
| Torre Adequa       | Madrid     | 100 m  | 25    | Comunitat de Madrid | En construcció                                   | 2019                |
| Torre Australis    | Madrid     | 79 m   | 23    | Comunitat de Madrid | En construcció                                   | 2019                |
| Torre Merlin       | Madrid     | 80 m   | 23    | Comunitat de Madrid | Completada                                       | 2018                |

## Comparació
Espanya no és un país amb molts gratacels en comparació d'altres països com Estats Units, Xina o la Unió dels Emirats Àrabs, algunes ciutats d'aquests països tenen més gratacels que Espanya sencera, fins i tot alberguen els denominats súper gratacels (+ 300 m) com Nova York, Hong Kong, Chicago, Dubai o Xangai.

### Totalment construïts amb altura superior a 100 metres
| Lloc | Ciutat                     | Gratacel | Comunitat           |
| ---- | -------------------------- | -------- | ------------------- |
| 1    | Benidorm                   | 26       | País Valencià       |
| 2    | Madrid                     | 14       | Comunitat de Madrid |
| 3    | Barcelona                  | 8        | Catalunya           |
| 4    | Bilbao                     | 7        | País Basc           |
| 5    | L'Hospitalet de Llobregat  | 6        | Catalunya           |
| =6   | València                   | 2        | País Valencià       |
| =6   | Santa Cruz de Tenerife     | 2        | Canàries            |
| =7   | La Corunya                 | 1        | Galícia             |
| =7   | Alacant                    | 1        | País Valencià       |
| =7   | Gijón                      | 1        | Astúries            |
| =7   | Saragossa                  | 1        | Aragó               |
| =7   | El Ejido                   | 1        | Andalusia           |
| =7   | Els Barris                 | 1        | Andalusia           |
| =7   | Sevilla                    | 1        | Andalusia           |
| =7   | Ponferrada                 | 1        | Castella i Lleó     |
| =7   | Las Palmas de Gran Canaria | 1        | Canàries            |

### En construcció o per construir, a més dels actuals, superiors a 100 m
150 m és l'altura mínima que oficialment es considera que un edifici és gratacel.
| Lloc | Ciutat    | Ras. actuals | Ras. futurs | Comunitat           |
| ---- | --------- | ------------ | ----------- | ------------------- |
| 1    | Madrid    | 5            | 5           | Comunitat de Madrid |
| 2    | Bilbao    | 3            | 3           | País Basc           |
| 2    | Benidorm  | 3            | 3           | País Valencià       |
| 3    | Barcelona | 2            | 2           | Catalunya           |

## Galeria

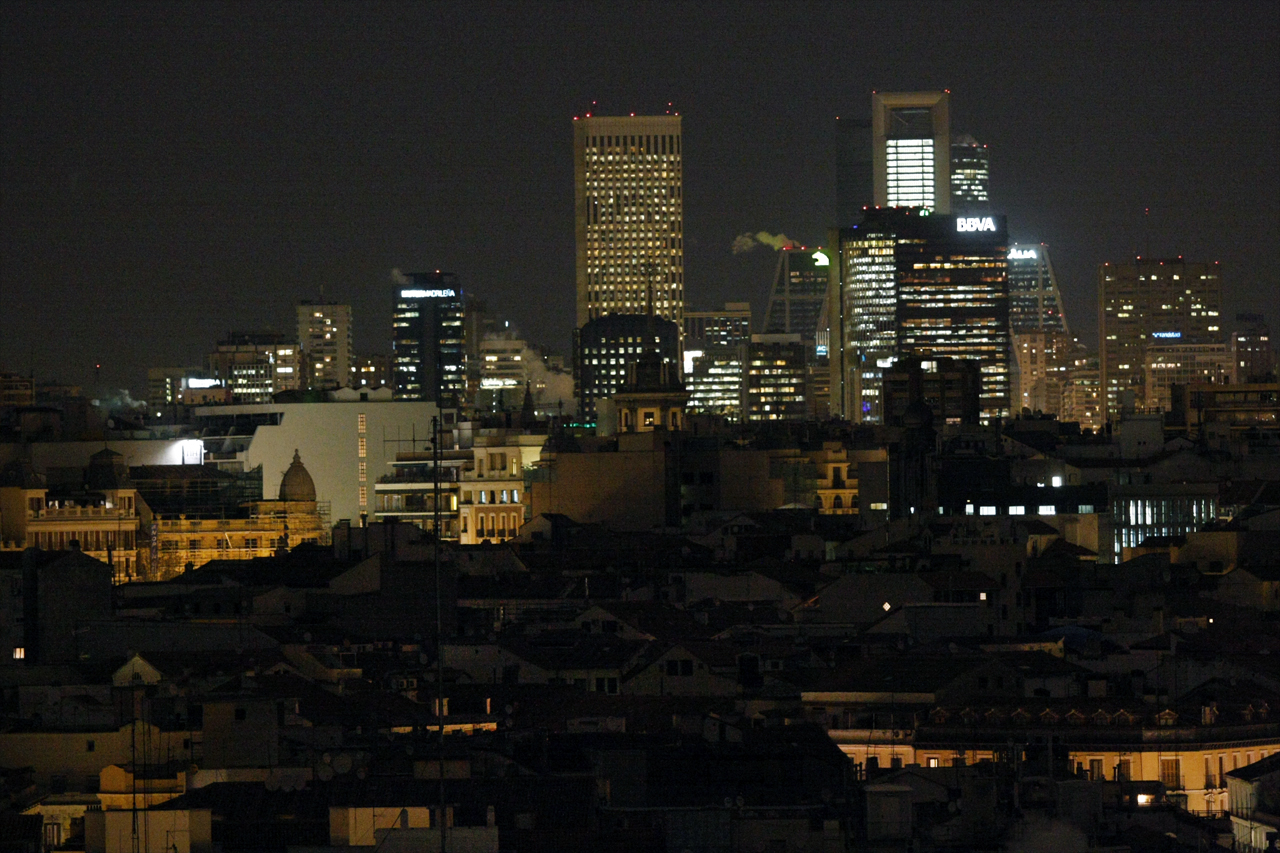
Skyline de Madrid.
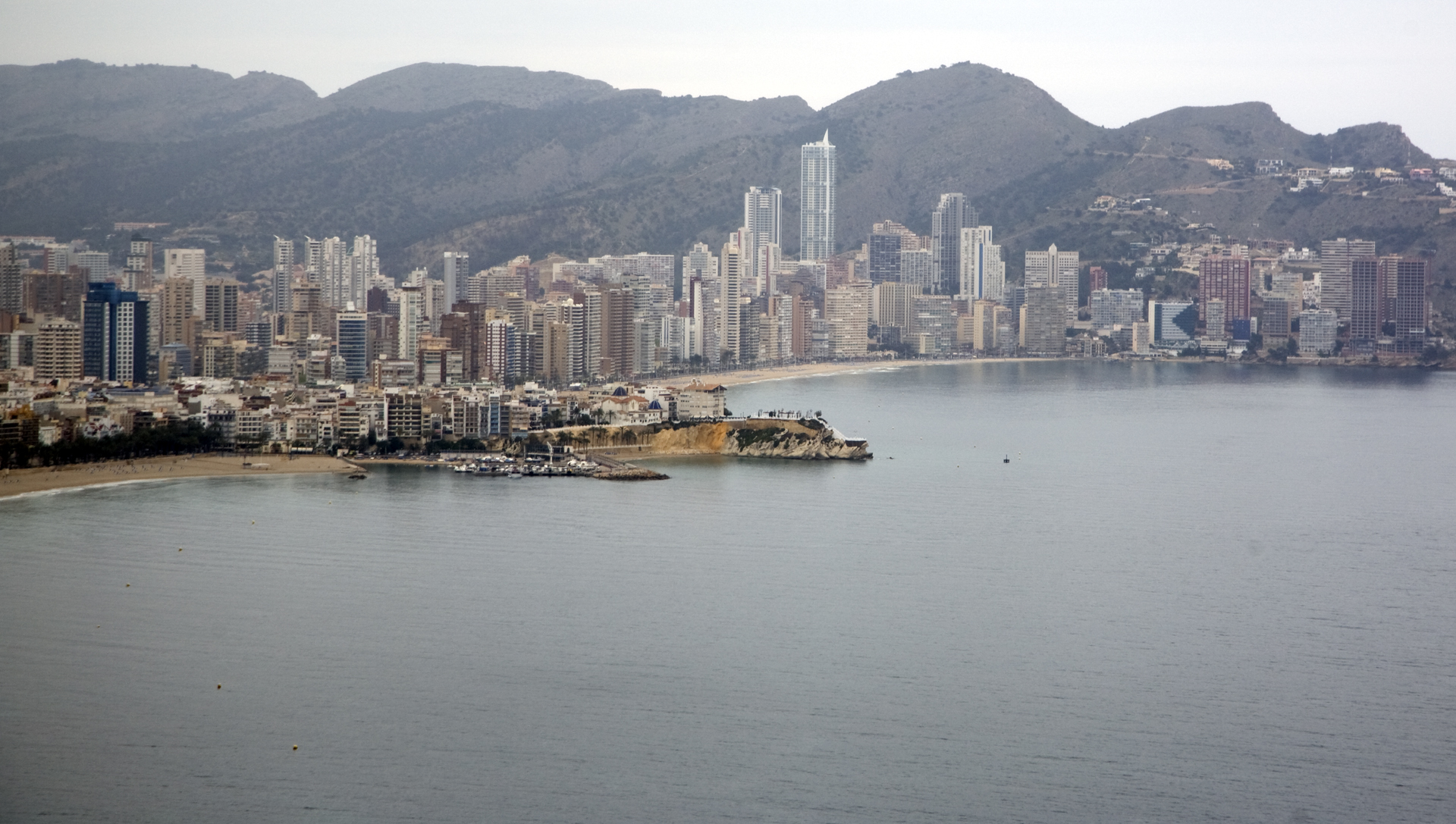
Skyline de la platja de Llevant a Benidorm.
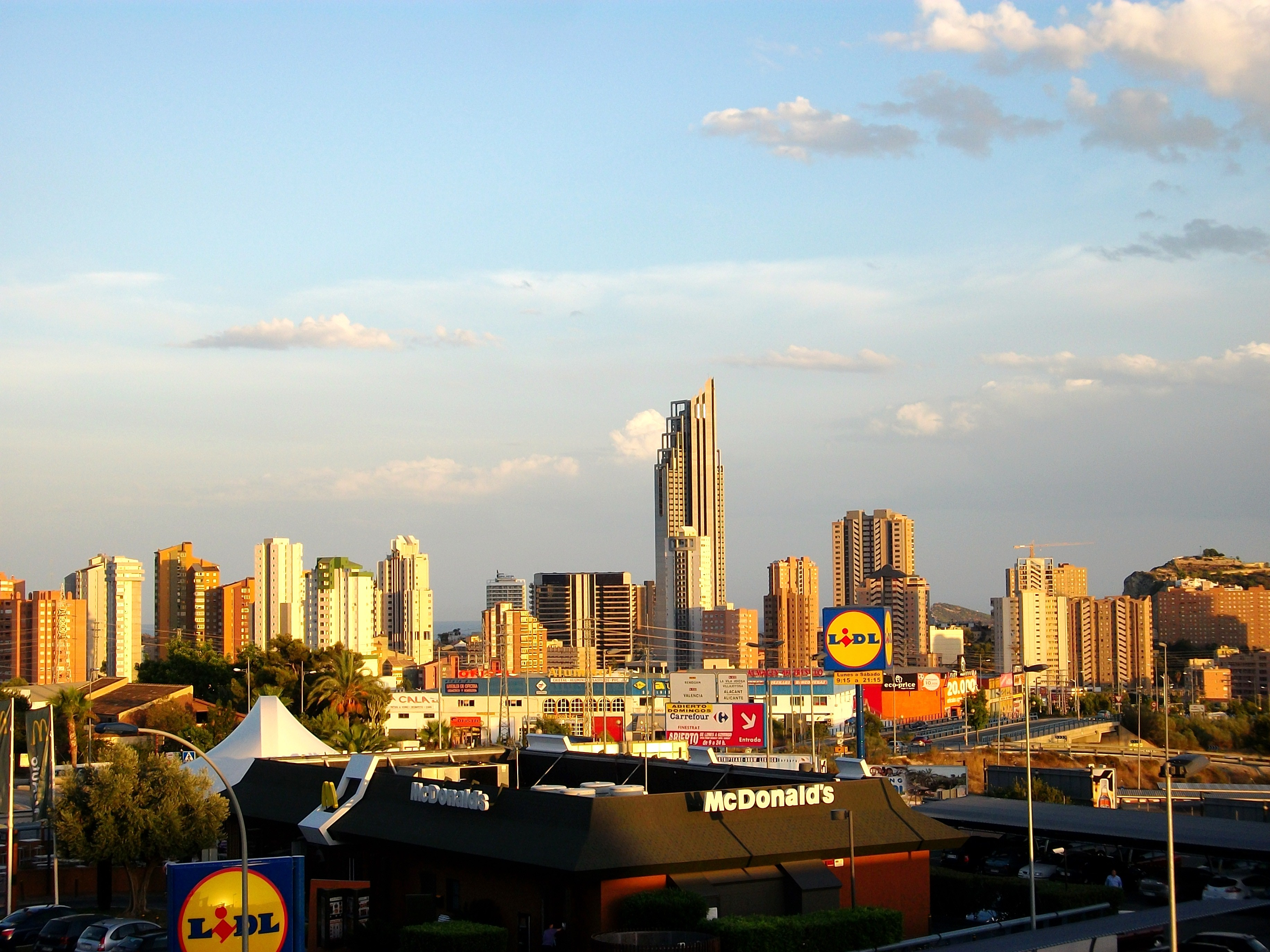
Skyline de la platja de Ponent a Benidorm.
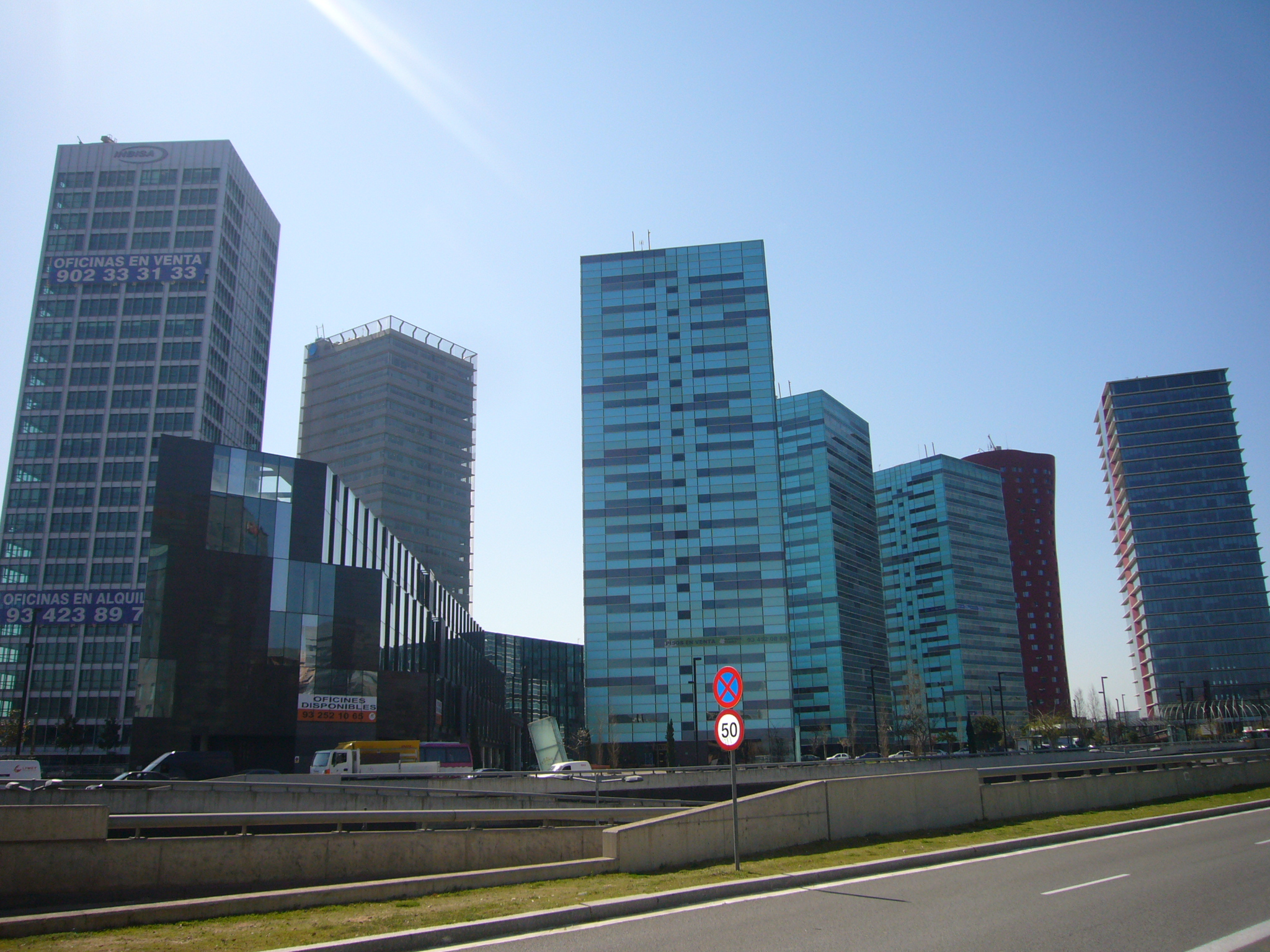
Skyline de la Plaça d'Europa a L'Hospitalet de Llobregat.
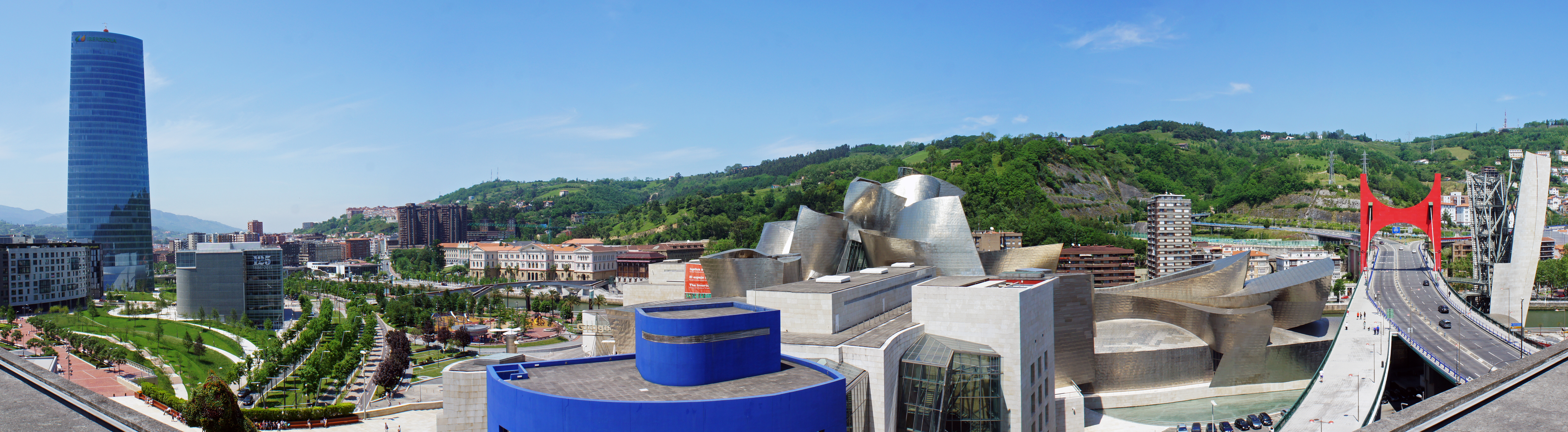
Skyline de Bilbao.
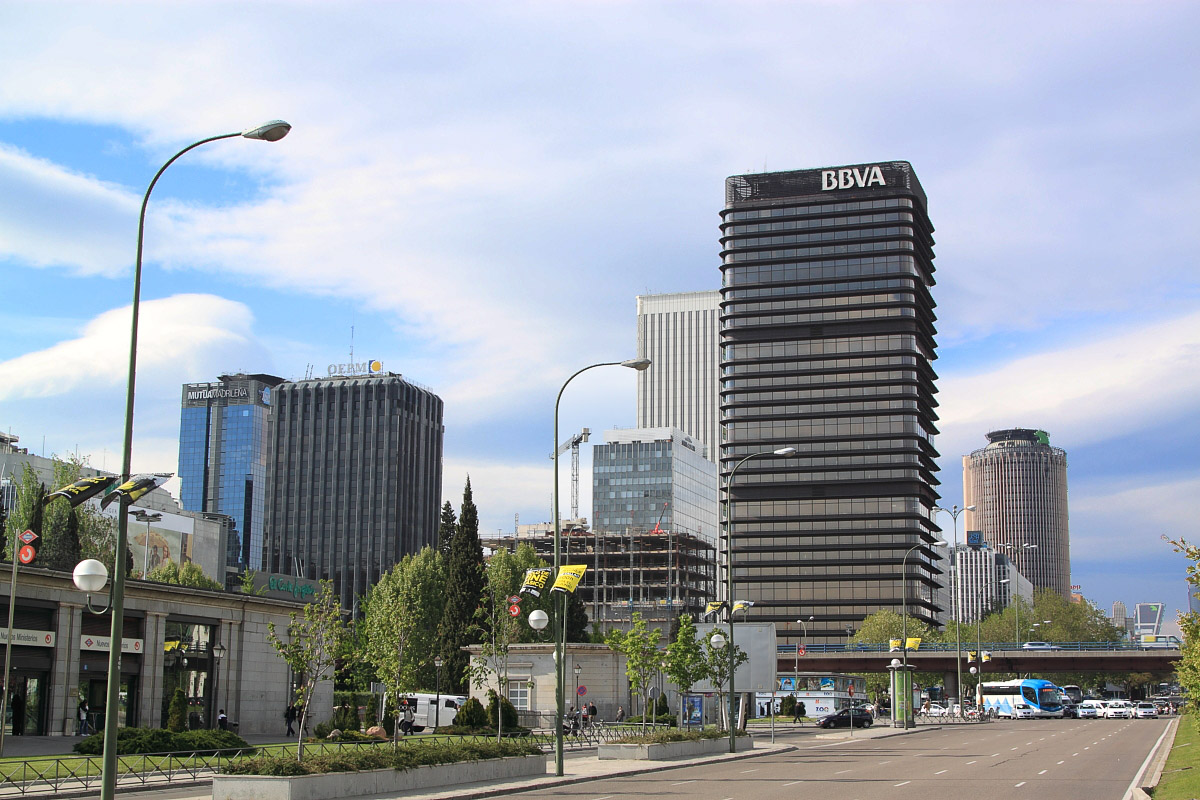
Districte financer de Azca a Madrid.
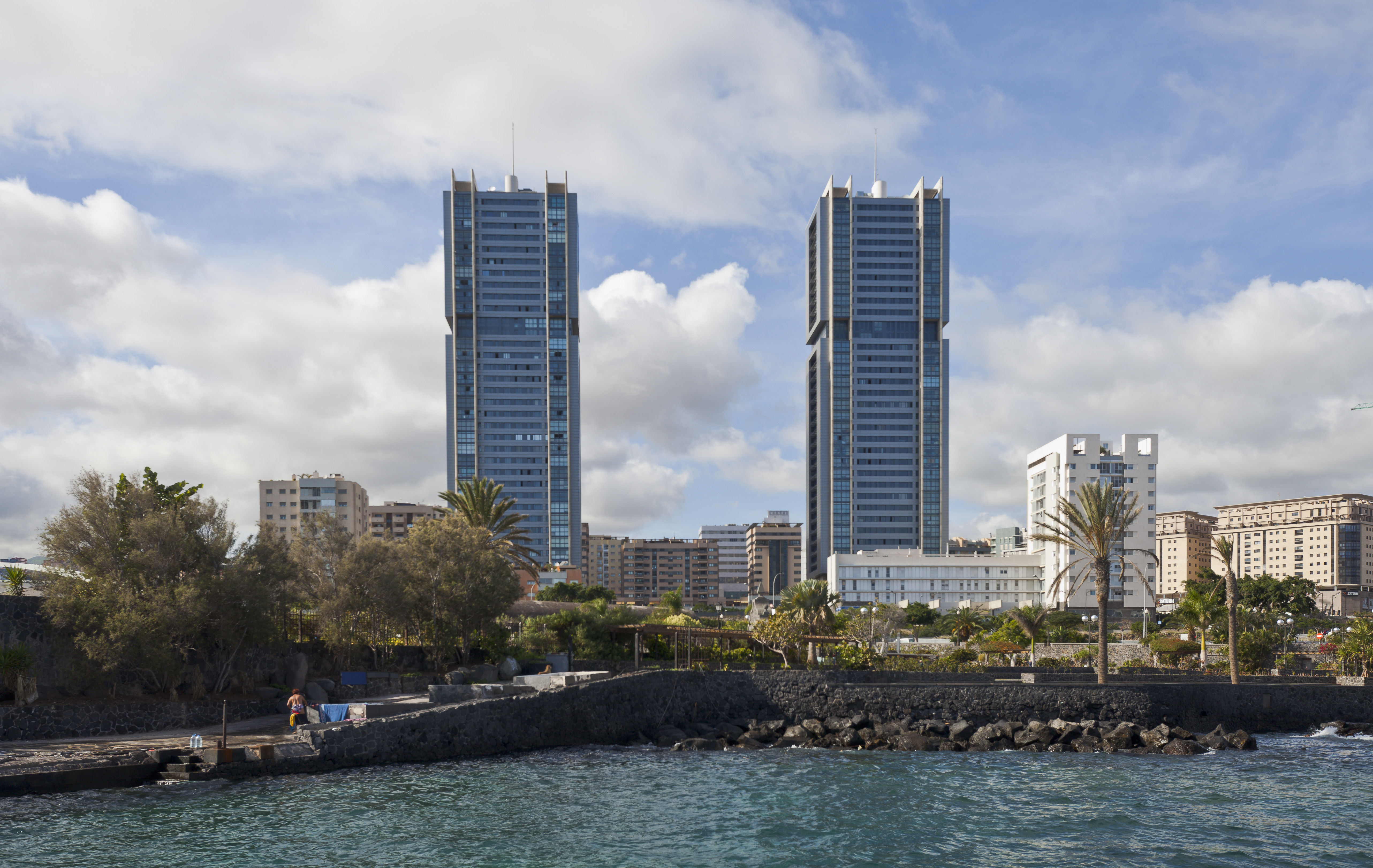
Torres de Santa Creu, a Santa Cruz de Tenerife
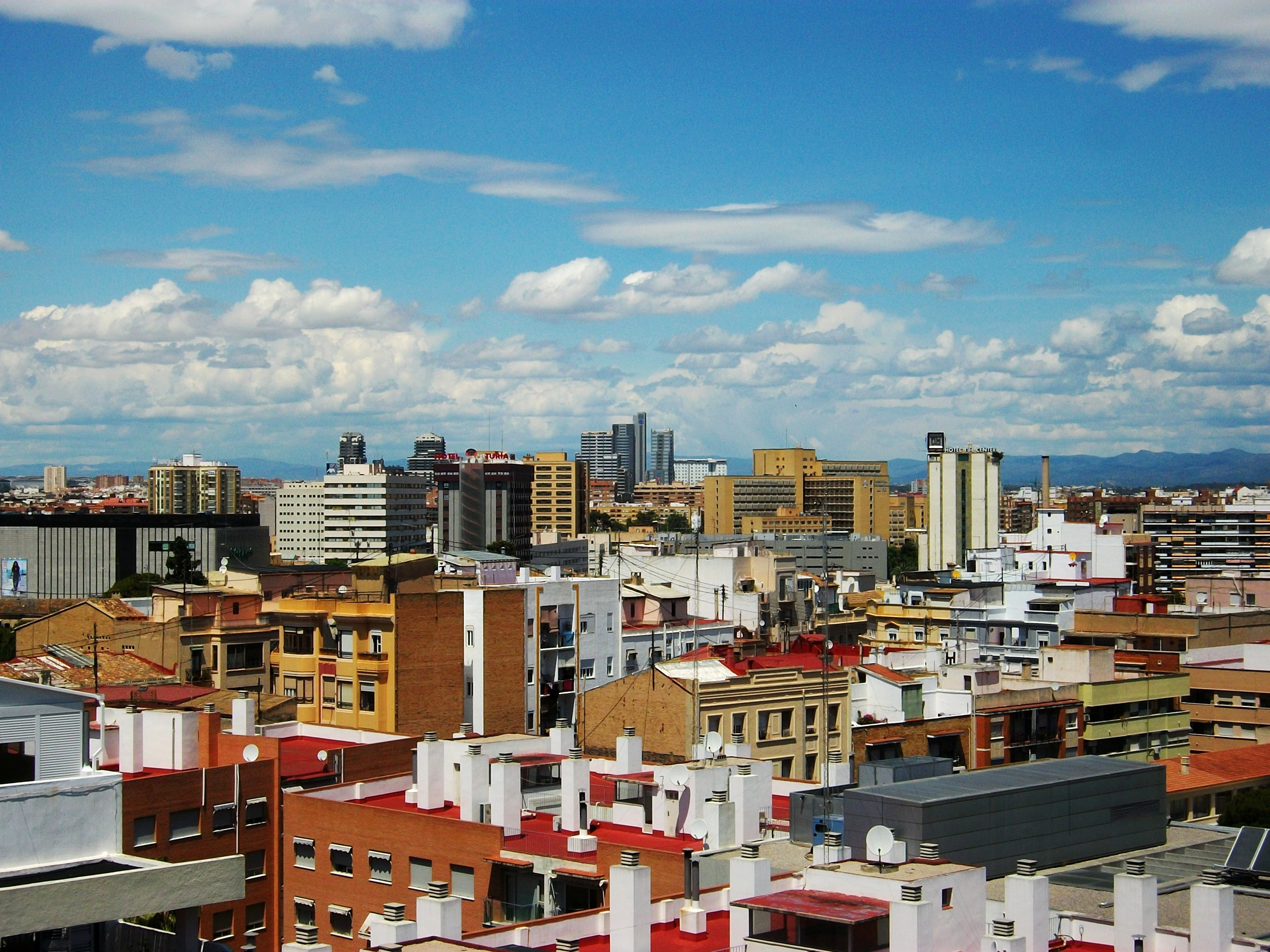
Vista general de València.
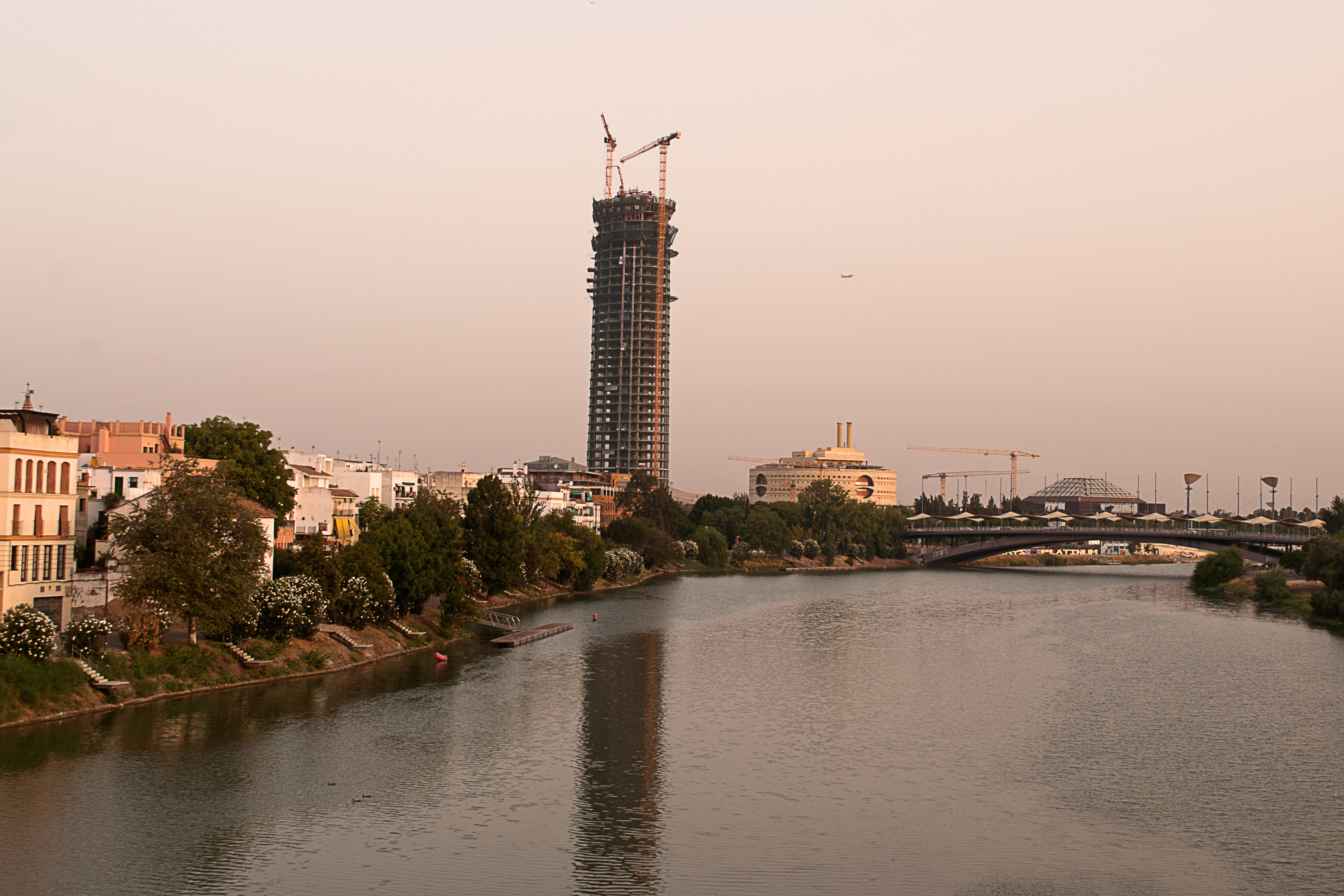
Vista de la Torre Cajasol de Sevilla, en construcció.